# Horní Heřmanice (železniční zastávka)
Horní Heřmanice jsou železniční zastávka (dříve rovněž nákladiště), která se nachází jihozápadně od vesnice Horní Heřmanice, která je součástí obce Bernartice v okrese Jeseník. Zastávka leží v km 23,556 neelektrizované jednokolejné trati Lipová Lázně – Javorník ve Slezsku mezi stanicí Velká Kraš a dopravnou Javorník ve Slezsku.

## Historie
Nádraží s tehdejším názvem Ober Hermsdorf bylo zprovozněno 2. července 1896, tedy současně se zprovozněním tratě z Lipové Lázní na státní hranici u Bernartic a dále do Dziewiętlic. Zastávka byla zřízena především pro potřeby místní zemědělské školy, která byla založena v roce 1869. Právě v prostorách této školy se v den zahájení provozu konal slavnostní banket pro 100 hostů.
V roce 1918 bylo pojmenování nádraží změněno na české Heřmanice Horní, od roku 1920 se už používá označení Horní Heřmanice, výjimkou byla pouze léta 1938 až 1945, kdy se nakrátko vrátil německý název Oberhermsdorf.

## Popis zastávky
V původním nákladišti byla manipulační kolej o délce 76 m a kusá kolej s délkou 31 m. V místě bylo také skladiště s rampou. Celé kolejiště (s výjimkou traťové koleje) bylo odstraněno, stejně tak skladiště a rampa. Zůstala pouze nádražní budova, která byla opravena u příležitosti oslav 100 let trati, tj. v roce 1997.

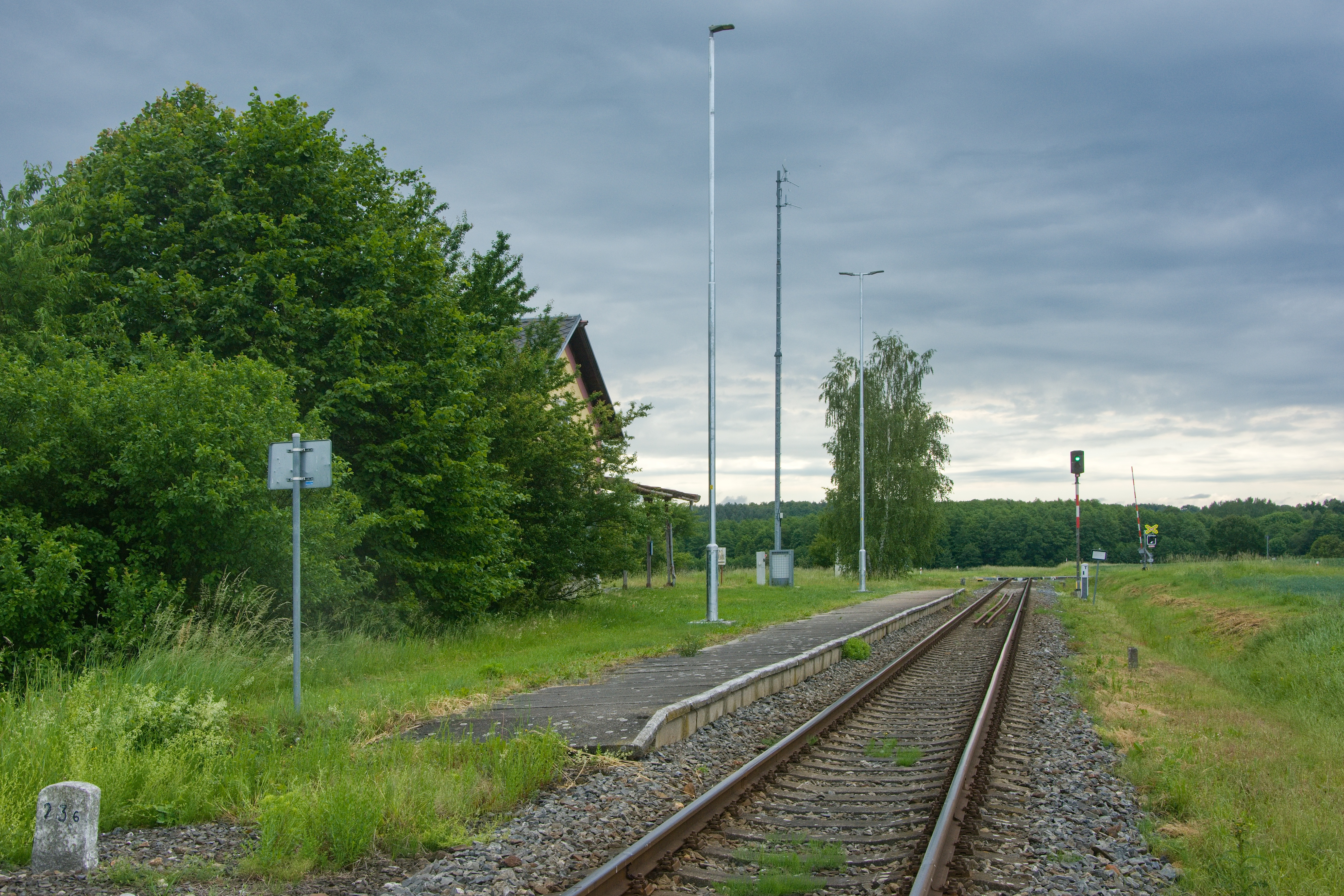
Celkový pohled na zastávku, vpravo od koleje je krycí návěstidlo Sk

U traťové koleje je zřízeno vnější jednostranné panelové nástupiště o délce 60 m s nástupní hranou ve výšce 250 mm nad temenem kolejnice. Nádražní budova je pro cestující uzavřená. Před nepřízní počasí se mohou cestující skrýt ve venkovním krytém prostoru budovy.
U zastávky se v km 23,468 nachází přejezd P4372 zabezpečený světelným přejezdovým zabezpečovacím zařízením se závorami, jedná se o křížení se silnicí II/457. V prostoru zastávky se v km 23,530 nachází světelné krycí návěstidlo Sk, které v případě správné činnosti přejezdu P4372 ukazuje návěst „Volno“.